# Django Reinhardt
Django Reinhardt (Liberchies, 1910. január 23. – Fontainebleau, 1953. május 16.) cigány dzsesszgitáros, az európai dzsessz kiemelkedő alakja, műfajteremtő újítója.

## Élete és zenei pályafutása
Jean-Baptiste Reinhardt, cigány nevén Django, 1910. január 23-án született egy lakókocsiban Liberchies városában, Belgiumban. Édesanyja, La Bella Laurence egy mánus-szinti komikusokból és zenészekből álló vándor társulatnak volt a tagja. Később Franciaországban, Nizzában, Olaszországban, Algériában majd ismét Franciaországban, Párizs mellett éltek.
Django hegedűn, bendzsón és gitáron is megtanult játszani. Kezdetben éjszakai bárokban, kávéházakban zenélt, gyakran lépett fel a Des Auvergnats nevű helyen, ahol az azonos nevű tartomány hagyományos zenéjét játszották, mely a musette alapja lett. Django tehetségét korán felfedezték, így egyre ismertebb és elismertebb lett mind a közönség, mind a többi mánus zenész körében.
Tizennyolc éves korában, 1928-ban súlyos tragédia érte. Egy szerencsétlen véletlen miatt kigyulladt és leégett a lakókocsijuk, amiben éltek. Ő és akkori felesége, Bella ki tudtak menekülni, de Django jobb oldala teljesen megégett, lábát amputálni is akarták, de nem egyezett bele. Ugyancsak megsérült a bal keze is, kisujját és gyűrűsujját nem tudta többé mozgatni. Egy szanatóriumba került, ahol tizennyolc hónapig lábadozott. Ott ismét elkezdett gitározni, és kifejlesztett egy olyan játékmódot, amellyel a sérülése ellenére virtuózan tudott játszani.

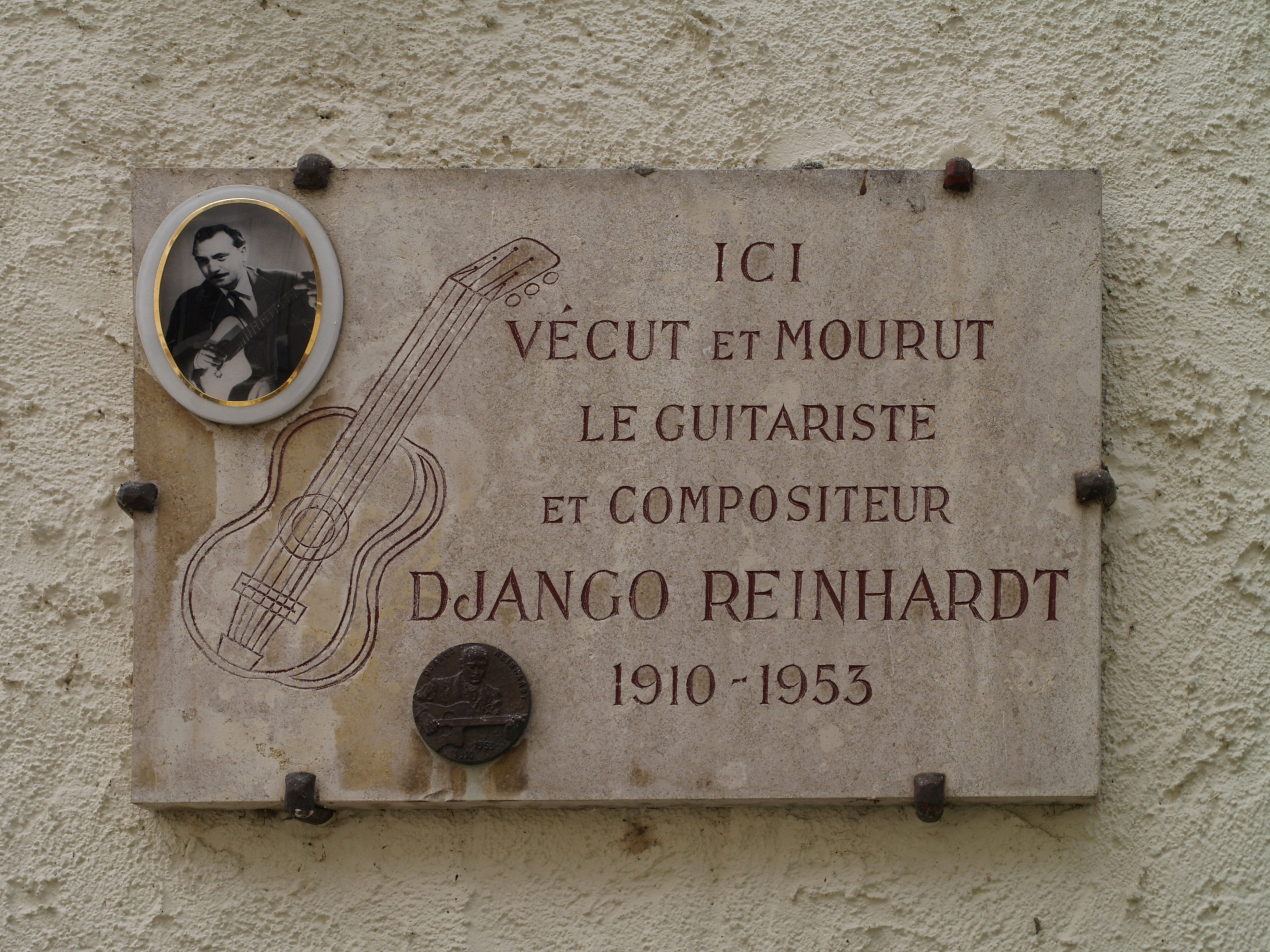
Django emléktáblája Samois Sur Seine-ben

Pályafutásában az 1934-es év mérföldkőnek bizonyult: ekkor ismerkedett meg Stéphane Grappellivel, akivel megalakították a híres Quintette du Hot Club de France-ot. Az együttes tagjai: Stéphane Grappelli – hegedű, Django Reinhardt – szólógitár, Joseph „Nin-Nin” Reinhardt (Django öccse) és Roger Chaput – ritmusgitár, valamint Louis Vola – nagybőgő. A zenekar újszerű, „húros jazz” hangzásvilágával hamarosan nagy sikert aratott. Kiadták első felvételeiket, melyeket még több száz követett. Számos kompozíciójuk azóta már a jazz-standardok közé számít. Gyakorlatilag új műfajt teremtettek, ami szinti szving, mánus dzsessz, illetve nevük után Hot Club-style néven vált ismertté.
1939-ben egy angliai fellépéssorozaton érte a zenekart a második világháború kitörésének híre. Django visszatért Párizsba, míg Stéphane maradt Angliában. Ezekben az időkben is több felvételt készített Hubert Rostaing klarinétossal. Ő maga ekkor váltott elektromos gitárra. A kvintett tagjai szerencsésen elkerülték a koncentrációs tábort, pedig sok társukat deportálták ezekben az időkben.
A háború után visszatért Angliából Grappelli és ismét együtt folytatták a zenélést, egészen Django 1951-es visszavonulásáig.
Django Samois-sur-Seine-ben vett házat és telepedett le 1951-ben. Itt kapott agyvérzést, aminek a következményeként a közeli Fontainebleau-i kórházban 1953. május 16-án elhunyt. Fia, Babik ekkor még csak tízéves volt, később apja nyomdokain ő is zenész lett.
Django emlékére Samois-sur-Seine-ben minden évben dzsesszfesztivált szerveznek, ezzel is tisztelegve emléke előtt.

## Albumok
- 1951: At Club St. Germain
- 1951: Django Reinhardt and the Hot Club Quintet
- 1953: Django Reinhardt et Ses Rythmes
- 1954: The Great Artistry of Django Reinhardt
- 1955: Django's Guitar
- 1959: Django Reinhardt and His Rhythm
- 1977: Tea for Two
- 2019: Best of Djangologie
- (é.n.) QHCF with Reinhardt and Grappelli
- (é.n.) Django Reinhardt and the Quintet
- (é.n.) Beets meets Rosenberg: Django Tribute